# Vernoux-sur-Boutonne
Vernoux-sur-Boutonne település Franciaországban, Deux-Sèvres megyében. Lakosainak száma 237 fő (2022. január 1.). Vernoux-sur-Boutonne Brioux-sur-Boutonne, Périgné, Secondigné-sur-Belle és Séligné községekkel határos.

## Népesség
A település népessége az elmúlt években az alábbi módon változott:
| Lakosok száma | 223  | 230  | 224  | 215  | 211  | 211  | 209  | 225  | 237  |
|               | 2013 | 2015 | 2016 | 2017 | 2018 | 2019 | 2020 | 2021 | 2022 |